# Кушуль, Семита Исааковна
Семи́та Исаа́ковна Кушу́ль (укр. Семіта Ісааківна Кушуль; 1 [14] апреля 1906, Евпатория, Таврическая губерния — 11 декабря 1996, Евпатория, АР Крым) — советский и украинский караимовед, собирательница материального и духовного наследия караимов, первый лауреат премии имени И. И. Казаса, присуждаемой Крымским фондом культуры «за вклад в области просвещения, тюркологии и истории караимского народа».

## Биография
Родилась в Евпатории 1 (14) апреля 1906 года в караимской семье. Отец — Исаак Самойлович Кушуль (1865—1953), сын караимского учителя, был общественным деятелем в Евпатории и членом фракции меньшевиков Крымского союза РСДРП. Мать — Анна Гелеловна Кушуль, урождённая Азарьевич (1872—1911).
Образование — неоконченное высшее, специальность — плановик, бухгалтер по профессии. Была первым главным бухгалтером Евпаторийского винзавода, в 1933 году повышена в должности и переведена в Крымвинтрест в Симферополь. Перед войной работала в Крымском заповеднике, во время немецкой оккупации жила в Евпатории. В мае 1944 года вновь устроилась главным бухгалтером на Евпаторийский винзавод, принимала участие в его восстановлении.
С 1950-х годов начала заниматься вопросами караимской истории и собиранием предметов караимской старины для будущего музея. В 1967 году унаследовала большую часть архива караимского интеллектуала Б. Я. Кокеная и уже на следующий год  обратилась в Евпаторийский краеведческий музей с ходатайством об открытии при нём караимского отдела, но получила отказ. Автор ряда работ и публикаций, в том числе об археологе А. С. Фирковиче. В своих трудах отстаивала тюркско-хазарскую теорию происхождения караимов как единственно верную, а все находки А. С. Фирковича считала подлинными. Общалась с С. М. Шапшалом, Н. А. Баскаковым, Б. Я. Кокенаем, Д. М. Гумушем, С. Б. Шишманом, Е. В. Нагаевской и многими другими научными и общественными деятелями. Помогала К. М. Мусаеву в сборе материалов для его «Краткого грамматического очерка караимского языка».
19 июня 1981 года передала Научной библиотеке Вильнюсского государственного университета бесплатно 50 единиц рукописей XV—XIX веков и одну печатную книгу из коллекции Б. Я. Кокеная для хранения их в отдельном фонде Кокеная-Кушуль. Условием передачи была установка памятника на могиле А. С. Фирковича и кенотафа Б. Я. Кокенаю на караимском кладбище в Иосафатовой долине у Чуфут-Кале за средства университета. В 1989 году в Симферополе участвовала в проведении учредительной конференции Крымского караимского общества культуры «Бирлык».
Умерла 11 декабря 1996 года в Евпатории.

### Семья
Замужем не была, собственных детей не имела. Жила в Евпатории на ул. Просмушкиных, бывшей Пролётной.
- Братья — Авраам Исаакович Кушуль (1900—2002, Сюрен), юнкер Александровского генерала Алексеева военного училища, воевал в Добровольческой армии. Кавалер Георгиевского креста 4-й степени (1920)[18]. Эвакуировался в Галлиполи, оттуда переехал в Болгарию, затем во Францию. Работал токарем на заводе Renault. Писатель и поэт[19][20][21]; Моисей Исаакович Кушуль (умер 22 августа 1924)[22]; Семён Исаакович Кушуль; сестра — Сарра Исааковна Кушуль (в замужестве Кискачи)[23].

- Племянник — Александр Вениаминович Кискачи (1929—1997), агроном, преподаватель Крымского сельскохозяйственного института. Усыновлён Семитой Исааковной после смерти в 1941 году его матери Сарры. В январе 1942 года в Евпатории, после подавления тактического морского десанта Красной армии, немцами были расстреляны три тысячи человек (местных жителей), среди которых были отец и старший брат А. В. Кискачи[8][24].
- Дядя — Арон Самойлович Кушуль (1870—1936), городской врач в Балаклаве, руководитель Балаклавского отделения Всероссийской Лиги для борьбы с туберкулёзом и редактор  газеты «Балаклавский курортный листок»[25][26].

- Дядя — Моисей-Шолом Самойлович Кушуль (1878—?), земский врач в Армянском Базаре[27].
- Двоюродный брат — Семён (Самуил) Моисеевич Кушуль (1913, Армянск — 1993), математик, заслуженный учитель РСФСР, жил и умер в Москве[28][29].

## Награды
- Премия имени И. И. Казаса (1991) — «за исследовательскую работу в области караимской истории и культуры»; денежную часть премии (2 тыс. руб.) С. И. Кушуль перевела научно-консультативному совету при Крымском караимском обществе «Бирлык»[30][31][32].
- Премия имени С. Э. Дувана (2000; посмертно, совместно с К. С. Батозским, Б. Э. Кушлю, М. С. Сарачом, С. Б. Синани, В. З. Тирияки, Д. М. Элем) — за восстановление комплекса караимских кенасс Евпатории[33].

## Память
Именем С. И. Кушуль назван Музей истории и этнографии крымских караимов в Евпатории, открытый 10 августа 1996 года в одном из помещений бывшей караимской начальной школы (мидраша) при кенассах. Основу фондов музея составляет коллекция предметов материальной и духовной культуры крымских караимов, собиравшаяся в течение десятилетий Б. Я. Кокенаем и С. И. Кушуль.

## Статьи и публикации
- Ответ С. И. Кушуль на рецензию научного сотрудника Института научной информации по общественным наукам АН СССР Л. Н. Черенкова по работе Б. Я. Кокеная «Крымские караимы». — Евпатория, 1978.
- Общественная жизнь караимов в 20—30-х годах // Крым многонациональный. Вопросы и ответы. — Симферополь, 1990. — №3. — С.193—198.
- С любовью к Евпатории («Евпатория – родной город караимов») // «Евпаторийская здравница» : газета. — Евпатория, 1991. — № 140. — С. 26—27.
- Для науки тенденциозность пагубна // Крымские известия. — Симферополь, 1992. — №144 (153), 24 июля.
- С любовью к Евпатории // Караимы / под ред. И. С. Бабаджана, М. Н. Губогло, А. И. Кузнецова, Л. И. Миссоновой, Ю. Б. Симченко, В. А. Тишкова. — М. : Институт этнологии и антропологии РАН, 1992. — Кн. 1. — С. 54—63. — 203 с. — («Народы и культуры» ; вып. XIV). — 250 экз. — ISSN 0868-586X.
- Археолог А. С. Фиркович: клевета и правда // Брега Тавриды : литературно-художественный и публицистический журнал. — Симферополь, 1993. — № 2 (10). — С. 205—221.
- К столетию со дня рождения и 25-ти со дня смерти Бориса Яковлевича Кокеная // «Караимские вести» : газета. — М., 1994. — № 7. — С. 2.
- О А. С. Фирковиче // «Караимские вести» : газета. — М., 1994. — № 8. — С. 2.
- Календарь караимских праздников // «Караимские вести» : газета. — М., 1995. — № 15. — С. 2.
- К вопросу о государственной религии Хазарии // «Караимские вести» : газета. — М., 1996. — № 25.
- Леви и Когены крымских караимов // Крымские караимы. Крымкарайлар : газета. — Симферополь, 1996. — Декабрь. — С. 11.
- Крымские караимы и историческая связь их с Чуфт Кале // Мозаика культуры крымских караимов / сост. Н. Зинченко-Кефели, А. Максимук, А. Полканова. — Симферополь, 2006.
- Простая, но весьма существенная истина. Леви и Когены у крымских караимов[35].